# Bátmonostor
Bátmonostor este un sat în districtul Baja, județul Bács-Kiskun, Ungaria, având o populație de 1.583 de locuitori (2011). 

## Demografie
Componența etnică a satului Bátmonostor
     Maghiari (92,95%)
     Romi (2,33%)
     Germani (2,12%)
     Croați (1,48%)
     Necunoscut (0,56%)
     Sârbi (0,56%)
     Alții (0,56%)
Componența confesională a satului Bátmonostor
     Romano-catolici (60,52%)
     Fără religie (9,1%)
     Reformați (2,02%)
     Necunoscută (27,1%)
     Alte religii (2,78%)
Conform recensământului din 2011, satul Bátmonostor avea 1.583 de locuitori. Din punct de vedere etnic, majoritatea locuitorilor (92,95%) erau maghiari, existând și minorități de romi (2,33%), germani (2,12%) și croați (1,48%). Apartenența etnică nu este cunoscută în cazul a 0,56% din locuitori.  Din punct de vedere confesional, majoritatea locuitorilor (60,52%) erau romano-catolici, existând și minorități de persoane fără religie (9,1%) și reformați (2,02%). Pentru 27,1% din locuitori nu este cunoscută apartenența confesională.